# Strålföljning

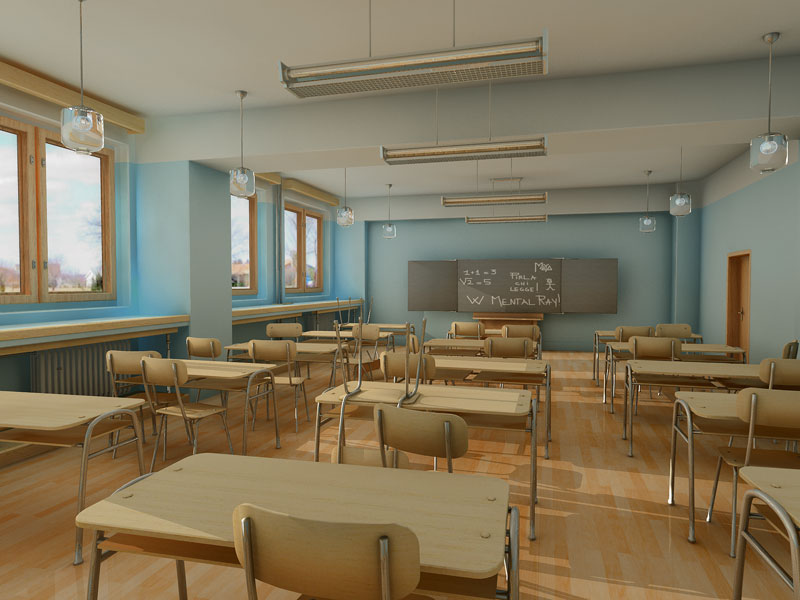
Bild renderad med strålföljning

Strålföljning, strålspårning eller raytracing är ett begrepp inom 3D-grafik som används vid rendering för att få fotorealistiska bilder. Metoden innebär att man beräknar hur ljusstrålar utbreds och reflekteras. Det mest påtagliga som kan åstadkommas med metoden är trovärdiga reflektioner och skuggor. Dock är strålföljning en av de mest beräkningskrävande renderingsmetoderna som nu används.

## Historik
1972 startade Dr. Philip Mittelman ett kommersiellt animationsföretag sedan han hade utvecklat en metod för att generera grafik baserad på mjukvara som Mathematical Applications Group, Inc of Elmsford i New York hade utvecklat för att göra strålningsexponeringsberäkningar. Den metod som användes spårade strålarna från ögat tills de träffade ett föremål men inte längre. Detta animationsföretag bidrog senare med animationer till bland annat filmen Tron. 
1979 utvecklades tekniken ytterligare då Turner Whitted utformade den till att fungera såsom det beskrivs under funktion. Därmed hade ett viktigt steg mot fotorealistiska renderingar tagits.

## Funktion
Strålföljning använder strålgångsberäkning för att bestämma hur det ljus som träffar bildytan kommer att se ut. Det fungerar så att datorn från varje pixel i bilden spåras den tänkta ljusstråle som träffat den bakåt. När ljusstrålen träffar en yta beräknas strålens brytning och fortsätter spåra bakåt tills den träffar en ny yta och så vidare. Det brukar även användas en speciell skuggstråle mellan den träffade ytan och varje ljuskälla för att se om ytan är synlig för den eller om den ligger i skugga. Sedan bestäms pixelns färg utifrån hur ljuset och de olika föremålens material. Detta är en mycket tidskrävande funktion eftersom den måste spåra ljusstrålarna som når varenda bildpunkt och har man då många spegelblanka föremål kommer varenda ljusstråle att studsa ofattbart många gånger innan de når ljuskällan. Ofta brukar man dock kunna begränsa hur många gånger strålen skall brytas och på så sätt snabba upp det hela.

## Problem med strålföljning
Den karaktäristiska blankheten hos bilder gjorda med strålföljning kan vara svår att hålla inom en rimlig nivå. När en yta är väldigt blank upplevs den även som väldigt ren eller polerad. Dessutom brukar skuggorna få alltför skarpa kanter som om föremålen vore belysta med strålkastare. Ett tydligt exempel återfinns hos en viss typ av datorspel. När det s.k. CD-ROM-äventyret populariserades av spelet Myst under det tidiga 90-talet dök det upp en mängd spel där spelaren utforskade omgivningar som tycktes vara hermetiskt tillslutna då grafiken ofta var gjord med strålföljning. Detta beror på att metoden har svårt att skapa diffusa reflexioner och skuggor. Tekniken radiosity  är utvecklad för att kunna åstadkomma mer diffusa effekter.

## Program som använder strålföljning
- Blender
- POV-Ray